# Iglesia Universal de la Verdad
La Iglesia Universal de la Verdad es un imperio religioso ficticio que abarca una estrella que aparece en los cómics estadounidenses publicados por Marvel Comics. Compuesto de diversas especies exóticas, apareció por primera vez en Strange Tales vol 1 # 178 (febrero de 1975), escrito por Jim Starlin. Ellos son los archienemigos de los Guardianes de la Galaxia.
En las historias originales, su sede del gobierno era Sirus X, también llamado Homeworld, en el cúmulo estelar Hércules.

## Historia de la organización ficticia
La cabeza de la Iglesia y el objeto de su culto fue el medio mal de Adam Warlock, Magus. El asistente del líder de la Iglesia es la Matriarca.
La Doctrina se aplica a través de los Caballeros Negros de la Iglesia, y las cuestiones de derecho están sujetas a un Gran Inquisidor.

### Guardianes de la Galaxia (2008)
Una versión diferente de la Iglesia Universal apareció en el segundo volumen de Guardianes de la Galaxia, la miniserie Thanos Imperative y Annihilators: Earthfall. La iglesia fue responsable de resucitar a Thanos y Magus.

## Miembros
- Magus- Fundador de la Iglesia Universal de la Verdad.
- Matriarca - Líder de la Iglesia Universal de la Verdad. Más tarde fue asesinada por Magus por tratar de reprogramar a Adam Warlock.
- Aqwen - Una matriarca de la Iglesia Universal de la Verdad y sucesora de la Matriarca anterior.
- Borgia - Un Roclite que es miembro de la Iglesia Universal de la Verdad.
- Capitán Autolycus - El primer líder de los Caballeros Negros de la Iglesia Universal de la Verdad.
- Cardenal Arokine : miembro de alto valor de la Iglesia Universal de la Verdad.
- Cardenal Raker: miembro de alto rango de la Iglesia Universal de la Verdad. Asesinado por Drax el Destructor mientras protegía a la Matriarca.
- Egeo: miembro de la Iglesia Universal de la Verdad.
- Kray-Tor - Un juez corrupto para la Iglesia Universal de la Verdad.
- Len Teans - Un profesor que trabaja para la Iglesia Universal de la Verdad. Su nombre es un anagrama de Stan Lee.
- Mama Alpha: miembro de la Iglesia Universal de la Verdad. Ella es una camarera con la que Pip el Troll estuvo involucrada sentimentalmente.
- Rhaigor - Un miembro de la Iglesia Universal de la Verdad.
- Sliggs - Un miembro de la Iglesia Universal de la Verdad.

## Otras versiones

### Guardianes de la Galaxia (1991)
La Iglesia apareció en una historia de Guardianes de la Galaxia que tuvo lugar en la Tierra-691. Fue gobernado por Protégé y controlaba una gran parte de la Vía Láctea. La réplica de la heroína Skrull era un miembro devoto. Más tarde se entregaría a Protégé para salvar a los Guardianes.

## En otros medios

### Televisión
- En Guardianes de la Galaxia, la iglesia está presente dentro de la historia como una facción antagónica central en la temporada 2. La Iglesia en sí misma no se menciona, pero sus seguidores se llaman Creyentes Universales. Además de Mantis, los otros miembros conocidos que aparecen son Hermano Raker (voz de James Arnold Taylor) y Hermano Arokine (voz de Trevor Devall) Los creyentes tienen la capacidad de hacer que todo lo que creen se convierta en realidad, gran parte de su tecnología se alimenta de esto a través del pensamiento positivo. El único defecto es que si sus creencias flaquean, debido en parte a la duda de uno mismo o a las amenazas externas, pierden sus poderes y todo lo alimentado por su fe comienza a tambalearse también. Tienen una aparición especial en su temporada de estreno a través de uno de sus defensores llamada Mantis en "No Pierdas la Fé", quien actuó que era una seguidora fanática que resentía a J´son y su gobierno tiránico. No hacen una aparición completa hasta "Mentiroso" donde apuntan al vial de dimensión de bolsillo de Rocket Raccoon que contiene el Sarcófago de un personaje específico. Durante este tiempo,de su lado. Durante la lucha contra los Guardianes de la Galaxia, Rocket Raccoon había causado dudas sobre los Creyentes Universales lo suficiente como para derrotarlos y alejarse de ellos. En el episodio "El Huevo", Ebony Maw había conseguido que Black Dwarf y Proxima Midnight estén al lado de los Creyentes Universales. En el episodio "El Regreso", se revela que J'son es el patriarca de los Creyentes Universales cuando experimentó en Mantis, Ebony Maw y aquellos que tienen poderes similares a ellos.

### Videojuegos
- El Cardenal Raker, un funcionario de la iglesia, aparece en Marvel: Avengers Alliance 2.[3]
- En Guardians of the Galaxy: The Telltale Series, un correo electrónico de la iglesia se puede ver en la computadora de Star-Lord durante el Episodio 1.

### Juguetes
- El Cardenal Raker, un funcionario de la iglesia, era un personaje jugable en el conjunto de Guardianes galácticos de Marvel HeroClix.[4]